# Adam Gottlob Oehlenschläger

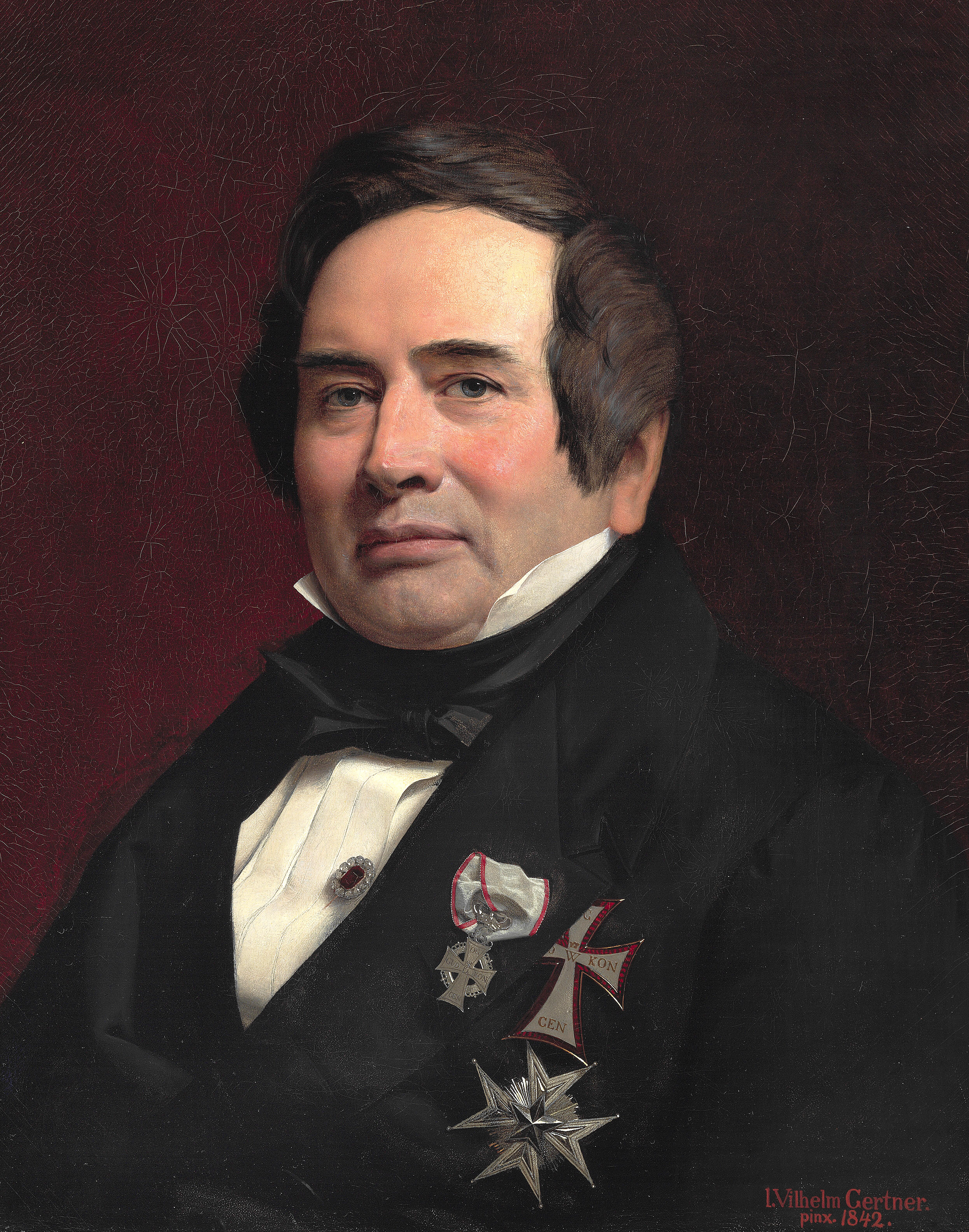
Portret Adama Oehlenschlägera z Orderem Danebroga

Adam Gottlob Oehlenschläger (ur. 14 listopada 1779 w Kopenhadze, zm. 20 stycznia 1850 tamże) – duński poeta i dramaturg. Obok Nikolaia Frederika Severina Grundtviga Oehlenschläger uważany jest za prekursora romantyzmu w literaturze duńskiej oraz „króla poezji nordyckiej”; przez Grundtviga nazwany również „rzeźbiarzem ciała”. Autor duńskiego hymnu narodowego − Det er et yndigt land oraz napisanej w 1819 r. epopei narodowej − Nordens Guder.

## Życiorys
Adam Gottlob Oehlenschläger urodził się w Vesterbro 14 listopada 1779 roku. Jego ojciec był organistą na zamku Frederiksberg pod Kopenhagą. Oehlenschläger chodził do szkoły, w której wykładał poeta Edvard Storm. Po krótkiej karierze aktorskiej zapisał się na uniwersytet, żeby studiować prawo. Po spotkaniu z norweskim uczonym Henrikem Steffensem, propagatorem niemieckich tendencji romantycznych w Danii, napisał w 1802 roku swój wiersz Guldhornene (Złote rogi). W 1803 roku wydał swój pierwszy tomik, zatytułowany po prostu Digte (Poezje). Zajął się też pisaniem dramatów historycznych (Hakon Jarl hin Rige i Baldur hin Gode), opartych na dawnych kronikach i mitologii nordyckiej. W 1810 roku został profesorem estetyki na uniwersytecie w Kopenhadze. W 1844 otrzymał Pour le Mérite za Naukę i SztukęAdam Gottlob Oehlenschläger zmarł w Kopenhadze 20 stycznia 1850 roku.

## Twórczość
Oehlenschläger jest autorem dużej liczby utworów poetyckich zainspirowanych twórczością Friedricha Schillera i Johanna Wolfganga Goethego. Filozoficznej analizy kilku jego wierszy dokonał Søren Kierkegaard, uczeń tego najwybitniejszego przedstawiciela nordyckiego romantyzmu.
Poezja Adama Gottloba Oehlenschlägera charakteryzuje się wyrafinowaną formą wersyfikacyjną. Poeta wykorzystywał klasyczne formy stroficzne, w tym siedmiowersową strofę królewską (ababbcc) i tercynę. Epos Nordens guder miał być współczesnym odpowiednikiem Eddy. Zbiór Helge (1814), zawierający między innymi tragedię Yrsa był inspiracją dla dzieł szwedzkiego poety Esaiasa Tegnéra (Frithiofs saga, 1825) i szwedzko-fińskiego autora Johana Ludviga Runeberga (Kung Fjalar, 1844).

## Przekłady
Na język polski wiersze Adama Gottloba Oehlenschlägera tłumaczyli Stanisław Budziński, Leon Potocki i Roman Zmorski.